# Besenmännchen

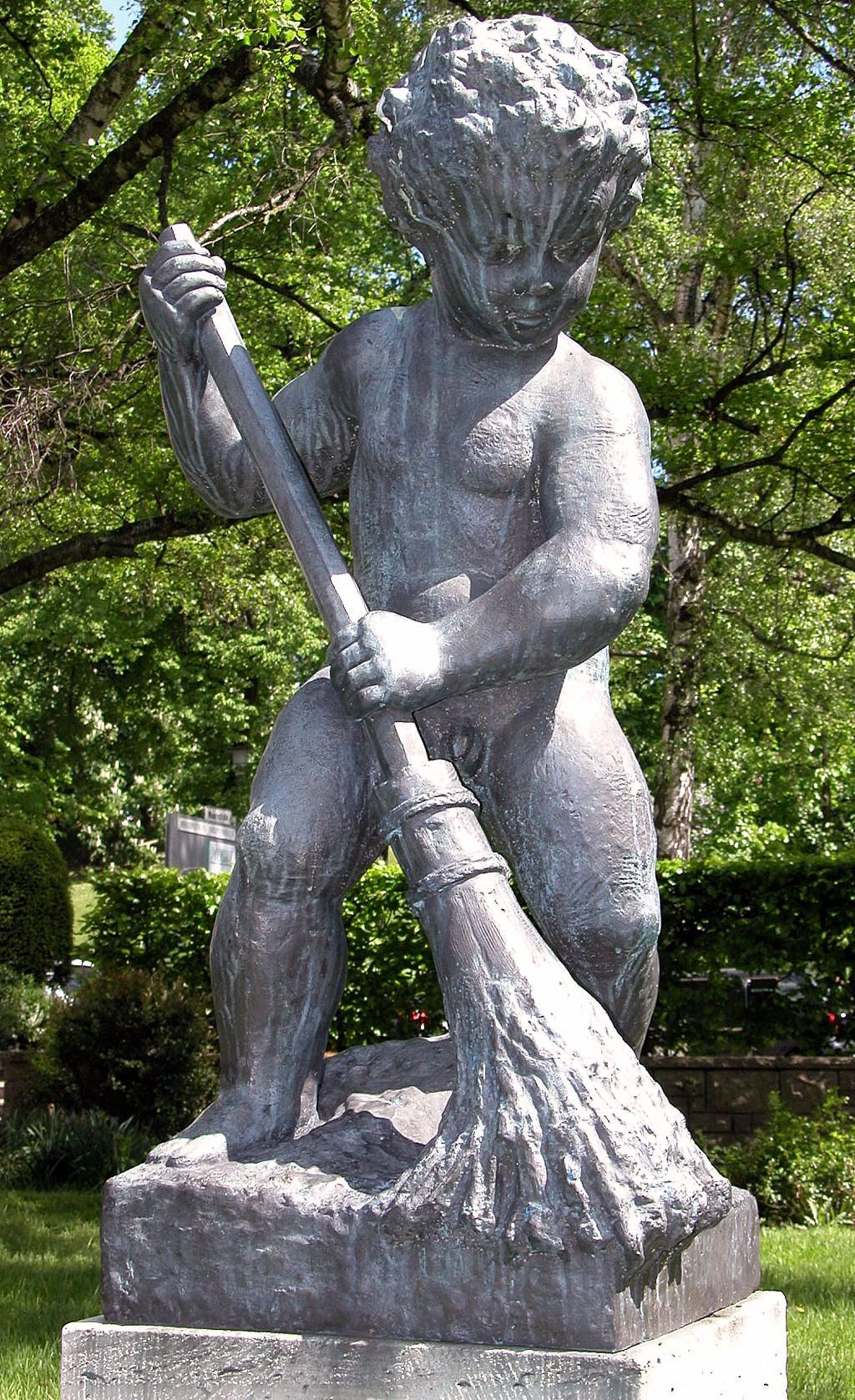
Das „Besenmännchen“ an seinem heutigen Standort

Das Besenmännchen, eine 1 m große Skulptur eines kleinen, nackten Jungen, der mit einem Reisigbesen kehrt, war ursprünglich eine Brunnenfigur und als solche Teil des Besenmännchen-Brunnens im historischen Weichbild Neustadt in Braunschweig. Der Brunnen wurde nach Abschluss der ersten Phase umfangreicher städtebaulicher Sanierungsarbeiten am 28. Juni 1939 anlässlich eines Festaktes in Anwesenheit von Oberbürgermeister Wilhelm Hesse, Architekt Herman Flesche, NSDAP-Kreisleiter Arnold Krebs sowie Ministerialrat Schmidt, als Vertreter von Reichsarbeitsminister Franz Seldte der Öffentlichkeit übergeben.
Die sanierte Altstadt wurde allerdings während des Zweiten Weltkrieges durch den britischen Bombenangriff vom 15. Oktober 1944 fast vollständig zerstört. Lediglich das von dem Bildhauer Jakob Hofmann aus Bronze gefertigte Besenmännchen war bereits zuvor in Sicherheit gebracht worden und überstand so den Krieg. Heute befindet sich eine 1:1-Kopie der Figur aus dem Jahr 1987 in einer kleinen Grünanlage knapp 1 km östlich des alten Standortes.

## Geschichte

### Vorgeschichte
Durch die stark zunehmende Industrialisierung Braunschweigs ab 1870, stieg die Einwohnerzahl der Stadt kontinuierlich stark an. Dies führte, vor allem unter ärmeren kinderreichen Bevölkerungsschichten, zu denen viele in der Industrie tätige Arbeiter und Handwerker gehörten, zu gesundheitlich und hygienisch problematischen Wohnverhältnissen – nicht zuletzt auch deshalb, weil ganze Straßenzüge der Braunschweiger Innenstadt aus eng nebeneinander stehenden, verwinkelten Fachwerkhäusern bestanden. Diese Häuser waren mehrheitlich mehrere Jahrhunderte alt, verfügten in der Regel nur über kleine, schlecht belüftete und unzureichend beleuchtete Räume, oft ohne separate Küche. Toiletten befanden sich fast ausschließlich außerhalb des Hauses in einem Hinterhof und mussten von mehreren Mietparteien gemeinsam genutzt werden. Diese mangelhaften sanitären Verhältnisse hatten verschiedene Erkrankungen, wie z. B. Tuberkulose zur Folge und hatten immer wieder zu Ausbrüchen von Typhus (1877) und Cholera (1850 und 1855) geführt. Auch aus Gründen des Brandschutzes wurden sie zu Beginn des 20. Jahrhunderts als unzeitgemäß betrachtet.

### Altstadtsanierung
Unmittelbar nach der „Machtergreifung“ der Nationalsozialisten am 30. Januar 1933, setzte das NS-Regime auch in Braunschweig seine Ideologie in allen Bereichen des täglichen Lebens nach und nach um. Eines der verfolgten Ziele war dabei die Zerschlagung der politischen Gegner, ein anderes die faktische Umsetzung des NS-Siedlungsgedankens und die damit verbundene Bereitstellung modernen Wohnraums für die von der NS-Rüstungsindustrie dringend benötigten Facharbeiter. Bereits zwischen 1920 und 1932 hatte Herman Flesche, Professor für Architektur an der Technischen Hochschule Braunschweig, ein Modernisierungs- und Entkernungskonzept für große Teile der Innenstadt erstellt.
Mit dem Ziel, modernen, hygienischen und großzügigen Wohnraum schaffen zu wollen, begann die erste Phase der „Sanierung der Altstadt“ im Dezember 1933 im Gebiet um den Wollmarkt, wo ein „Musterblock“ entstand. Gleichzeitig versprach sich das Regime durch die für die Bauarbeiten notwendige Umsiedlung der alteingesessenen Bewohner, die mehrheitlich Anhänger von KPD, SPD und sonstigen Gegnern der NSDAP waren, diesen politischen Unruheherd dauerhaft beseitigen zu können.
Der Besenmännchen-Brunnen ca. 1939

Fotograf: unbekannt

Link zum Foto

(Bitte Urheberrechte beachten)
1939, nach Abschluss dieser 1. Phase der „Altstadtsanierung“ – zu einer Fortsetzung kam es kriegsbedingt nicht mehr – wurde der „Besenmännchen-Brunnen“ am 28. Juni 1939 am neu errichteten Spielplatz Ecke Weberstraße/Lange Straße eingeweiht. Der Brunnen bestand aus einer an eine hohe Mauer anschließendes halbes, sechseckiges Brunnenbecken, in dessen Mitte sich eine bauchige Säule mit drei Löwenköpfen nach jeder Seite erhob. Auf dieser Säule stand das „Besenmännchen“. Links davon war die Inschrift „Zur Erinnerung an die Altstadtsanierung“ angebracht, rechts „in den Jahren 1933–1939“ gefolgt vom Wappen der Stadt Braunschweig.
Am 12. Dezember 1943 wurde dem Bildhauer Jakob Hofmann für seine Skulptur der von den Nationalsozialisten erst 1941 ins Leben gerufene Kunstpreis der Stadt Braunschweig verliehen. Gleichzeitig war es das letzte Mal, dass dieser Preis vergeben wurde.

### Das „Besenmännchen“: Symbolik und NS-Ideologie

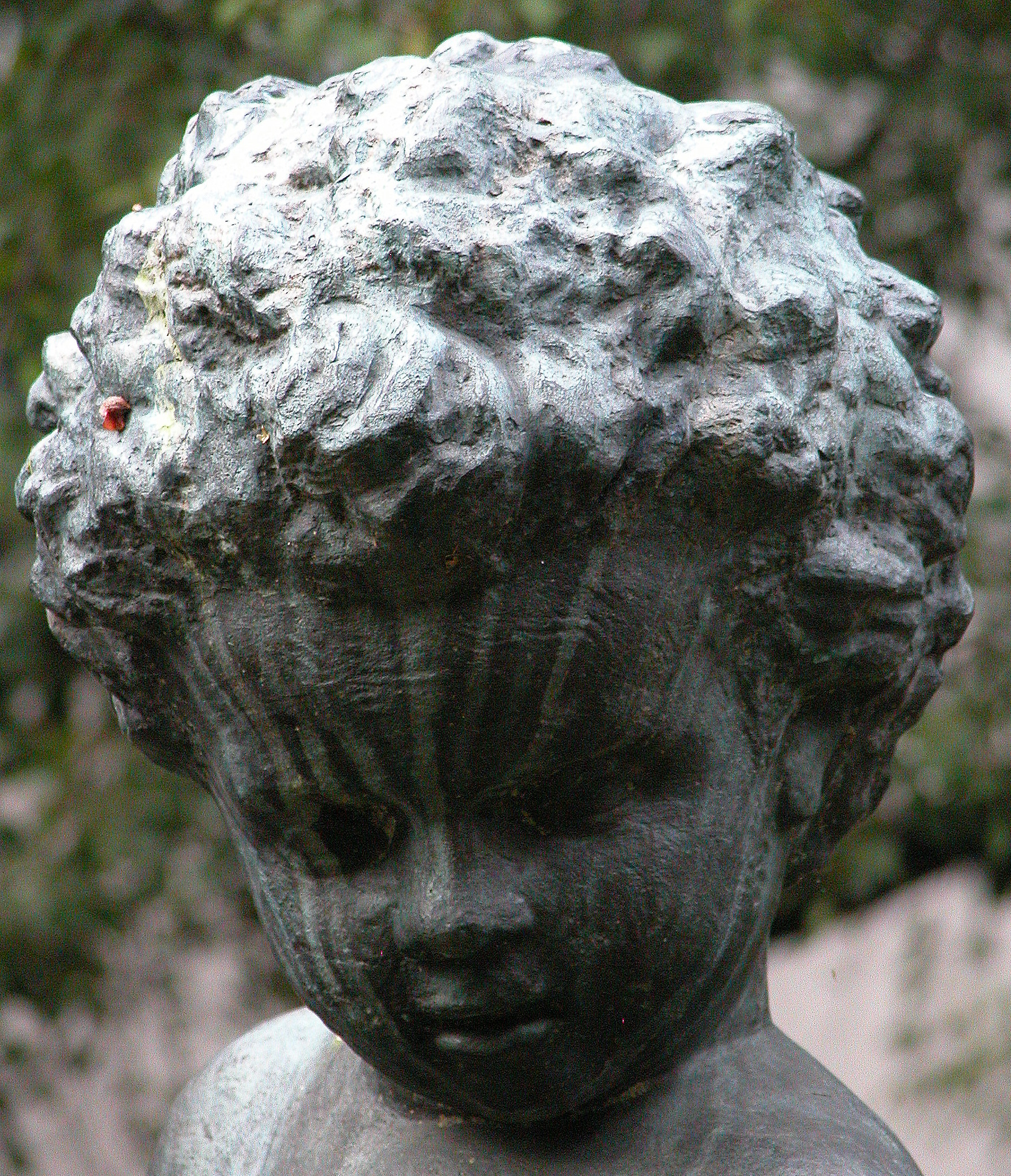
Kindchenschema

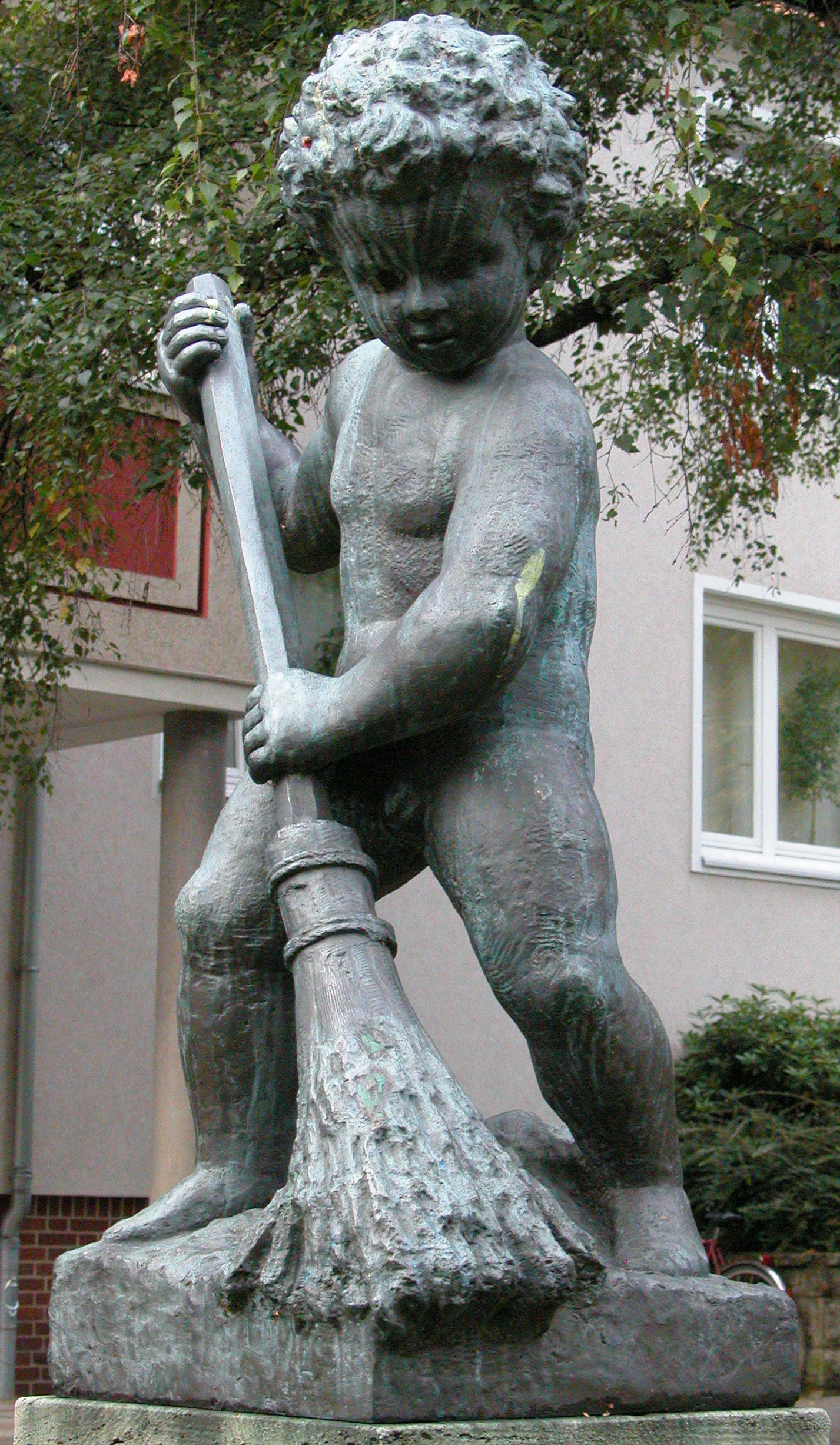
Es kehrt „mit kräftiger Geste“ …

Vordergründig wurde argumentiert, es gehe bei der „Altstadtsanierung“ um die „Gesundung“ der als unmenschlich empfundenen Wohn- und Lebensverhältnisse der ortsansässigen Bevölkerung, tatsächlich hatte dieses Vorhaben aber einen politisch-ideologischen Hintergrund.
1934 bereits hatte Flesche in einem Beitrag für die Zeitschrift Deutsche Kunst und Denkmalpflege über die tatsächlichen politischen Hintergründe dieser Sanierungsmaßnahmen dargestellt:

„Daß auch die Obrigkeit hierzu [Flesche beschrieb es als „fürchterliches Wohnungselend“] schwieg, daß sie glaubte, Polizei und Armee seien genügende Schutzmittel gegen die politische und kulturelle Gefahr, die hier hinter bewunderten schön gefärbten Kulissen groß wurde, kann heute kaum noch verstanden werden. Die Revolution von 1918 kroch aus diesen Schlupfwinkeln. Seitdem habe ich immer wieder auf die Notwendigkeit der Sanierung hingewiesen. Umsonst! Erst die nationalsozialistische Regierung hat die Aufgabe erkannt und mit Kraft in Angriff genommen.“

Das kleine „Besenmännchen“, das deutlich Züge des Kindchenschemas aufweist und mit einem Reisigbesen kehrt, hat also tatsächlich Symbolcharakter, denn es steht für das „große Reinemachen“ und „Säubern“. In einer 1939 – nach Abschluss der ersten Phase der Altstadtsanierung – von Flesche herausgegebenen Broschüre mit dem Titel „Braunschweigs Altstadtsanierung“ befindet sich gegenüber der Titelseite ein ganzseitiges Foto des Besenmännchens mit folgender Beschreibung:

„„Besenmännchen“ – Brunnenfigur auf dem Kinderspielplatz am Radeklint als Symbol der Altstadtsanierung“

Im Zentralblatt der Bauverwaltung wurde die Figur 1941 wie folgt beschrieben:

„Das ‚Besenmännchen‘ von Professor Hofmann ist mit kräftiger Geste Sinnbild der Gesundung eines ganzen Stadtteiles, der sog. Neustadt.“

### Das „Besenmännchen“ in der Nachkriegszeit
Während des Krieges war das Besenmännchen in der Villa Salve Hospes eingelagert, wo es den Krieg unbeschadet überstand.
Da der Besenmännchen-Brunnen durch den verheerenden Bombenangriff vom 15. Oktober 1944 zerstört worden war, wurde die Plastik 1949 an dem von der schwedischen Hilfsorganisation Rädda Barnen gestifteten „schwedischen Kindergarten“ in der Hugo-Luther-Straße aufgestellt. Die Figur wurde jedoch 1953 gestohlen, wahrscheinlich von Buntmetalldieben.
1954 wurde eine Kopie aus Stein als Werbefigur vor dem Neubau der Zentrale der Braunschweiger Baugenossenschaft in der Mauernstraße aufgestellt. Die Symbolik des Besenmännchens hatte sich gewandelt: Von nun an sollte es das Symbol der Trümmerräumung und des Wiederaufbaus in Braunschweig sein. Nach zahlreichen Beschädigungen im Laufe der Jahrzehnte wurde die Figur am 3. Juni 1987, anlässlich des 100-jährigen Bestehens der Braunschweiger Baugenossenschaft, erneut in Bronze gegossen und wieder dort aufgestellt, wo sie sich noch heute befindet.